# Хидатса (език)
Езикът Хидатса е застрашен език говорен първоначално от хората от индианското племе хидатса в днешните Северна Дакота и Южна Дакота, САЩ. Той е тясно свързан с езика Кроу, класифицирани заедно в Мисурийската подгрупа на Сиукските езици. Днес езика е говорен от малцина възрастни, живеещи в резервата Форт Бертолд, Северна Дакота.

## Фонетика
Фонемите в езика Хидатса са:
- безгласни ненапрегнати непредихателни преградни и преградно-проходни съгласни – p, t, c, k, ˀ
- безгласни предихателни преградни и преградно-проходни съгласни – ph, th, ch, kh
- безгласни препредихателни преградни и преградно-проходни съгласни – hp, ht, hc, hk
- безгласни препредихателни проходни – ṡ, x, h
- безгласни препредихателни проходни – hṡ, hx
- резонансни – w, r
- Кратки гласни – i, e, a, o, u
- дълги гласни – ii, ee, aa, oo, uu
- първично ударение – ẏ
- вторично ударение – ỳ[1]

|                    | Устнени | Венечни | Небни     | Заднонебни | Гласилкови |
| ------------------ | ------- | ------- | --------- | ---------- | ---------- |
| Преградни          | p(п)    | t(т)    |           | k(к)       | (ʔ)        |
| Проходни           |         |         | ʃ (sh)(ш) | x(х)       |            |
| Носови             | [m](м)  | [n](н)  |           |            |            |
| Преградно-проходни |         | t͡s (c)  |           |            |            |
| Сонорни            | w       | r       |           |            | h(х)       |

В начало на думата и в начало на сричка при бавна реч w e [m](м), а r е [n](н).
|                       | Кратки | Кратки | Дълги  | Дълги  |
| Предна                | Задна  | Предна | Задна  |        |
| --------------------- | ------ | ------ | ------ | ------ |
| Възходяща (затворена) | i      | u      | iː     | uː     |
| Междинна              |        |        | eː     | oː     |
| Низходяща (отворена)  | a      | a      | aː     | aː     |
| Дифтонг               |        |        | ia(иа) | ua(уа) |